# Ivan Stanič
Ivan Stanič, slovenski mikolog, * 9. januar 1900, Kanal ob Soči, † 25. avgust 1976, Ljubljana.
Ivan Stanič je bil zbiralec slovenskih za gobe in eden izmed vodilnih slovenskih amaterskih mikologov. Bil je soustanovitelj Mikološke zveza Slovenije , častni član Prirodoslovnega društva Slovenije  Arhivirano 2006-10-08 na Wayback Machine., svoje osrednje delo, knjigo Gobe (1965) pa je izdal v soavtorstvu z Viktorjem Petkovškom.